# Pseudosarcopera diaz-piedrahitae
Pseudosarcopera diaz-piedrahitae là một loài thực vật có hoa trong họ Marcgraviaceae. Loài này được (Giraldo-Cañas) Giraldo-Cañas mô tả khoa học đầu tiên năm 2007.